# Patognomónico

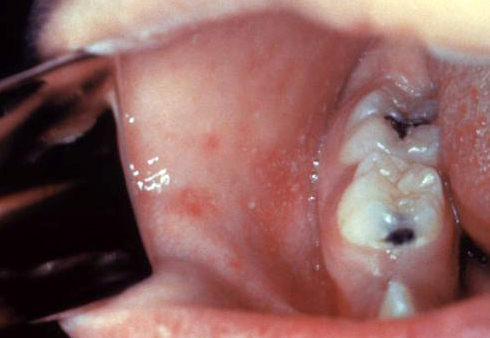
Este paciente presentó al tercer día preeruptivo manchas de Koplik, indicativas del comienzo del sarampión. En las etapas prodrómicas o iniciales, un signo patognomónico de la aparición del sarampión es la erupción, en la mucosa de las mejillas y la lengua, de estas manchas de color rojo brillante, de forma irregular, a menudo con un centro de color blanco azulado.

El adjetivo patognomónico, del griego παθογνωμονικόν, derivado de πάθος (enfermedad) y γνώμη (juicio, decisión), se utiliza en el diagnóstico médico o psicológico para calificar a aquellos signos clínicos (manifestaciones comprobables por el especialista) o síntomas (manifestaciones percibidas subjetivamente por el paciente y de las que informa al especialista) que, si están presentes, aseguran que el sujeto padece un determinado trastorno o enfermedad. 

## Definición
Las obras clásicas de patología y técnicas de diagnóstico diferencial establecen además una distinción entre «signos patognomónicos» y «signos característicos» de una enfermedad: Pueden faltar algunos de estos últimos, pero de estar presente un signo patognomónico se confirma el diagnóstico de la enfermedad. Visto de otra forma, es un signo que, cuando aparece, es determinante para el diagnóstico, aun en ausencia de otros.

## En medicina
En el diagnóstico clínico propio de la medicina, la presencia de signos clínicos patognomónicos es un claro indicador de que se trata de un síndrome o enfermedad ya descrito y conocido, para el que se conoce algún tratamiento a seguir o una forma de abordaje.

## En psicología y psiquiatría
En contraste con el modelo médico, en psicología clínica o en psicopatología resulta controvertido afirmar el carácter «patognomónico» de un síntoma. 
De igual modo, en psiquiatría, los signos patognomónicos son escasos o discutibles. Así por ejemplo, no se puede decir que una determinada alteración perceptiva o cognitivo-lingüística asegure la presencia de la esquizofrenia. Los pretendidos signos patognomónicos no cumplen siempre su rol en el diagnóstico diferencial para la identificación correcta de la enfermedad o trastorno mental y la consecuente elección e implementación de una terapia que llevaría al éxito del tratamiento.